# Сефер-реїс
Сефер-реїс (тур. Sefer Reis, осман. سفر, помер у 1565 р) — османський капер і адмірал, який очолював османський флот Індійського океану в його протистоянні з флотом Португальської імперії з 1560 року.

## Біографія
Про походження та родину Сефер-реїса майже не залишилось ніяких відомостей. Єдине, що відомо вченим, це те, що він був албанського походження. Стратегія управління флотом Сефер-реїса відрізнялася від стратегії його попередників тим, що він ніколи не намагався здійснювати військові операції на березі, штурмувати фортеці, перевозити війська чи засоби облоги тощо. З важкого багаторічного досвіду він знав, що сила, як і слабкість португальців криються в морі і зосередив свої дії на португальських кораблях, так що його перемоги вимірювались не завойованими територіями, а захопленими суднами та збільшенням митних доходів в портах Мохи, Адена, Джидди та Суеца.
У 1560 році османський намісник Єгипту Софу Хадим Алі-паша заблокував підтримане Рустем-пашою повторне призначення Сейді Алі-реїса на посаду адмірала османського Індійського флоту, після його довгого повернення в Стамбул суходолом з Індії. Натомість верховне командування усім флотом Османської імперії в Індійському океані було доручено Сефер-реїсу. Сефер-реїс організував регулярні напади османського флоту з Червоного моря на португальське судноплавство і починаючи з 1561 р., португальські кораблі з Ормуза змушені були плавати з військовим ескортом.